# 2010年亚洲运动会菲律宾代表团
2010年亚洲运动会菲律宾代表团一共有188名运动员参赛，其中男运动员117位，女运动员71位。
奖牌榜：
| 名次 | 代表团 | 金牌 | 银牌 | 铜牌 | 总数 |
| ---- | ------ | ---- | ---- | ---- | ---- |
| 19   | 菲律宾 | 3    | 4    | 9    | 16   |

## 奖牌获得者

### 金牌
1. 雷伊-萨卢达尔：拳击 - 男子52公斤级
2. 丹尼斯-奥尔科略：台球 - 男子美式9球单打
3. 恩赫尔韦托-里韦拉：保龄球 - 男子个人

### 银牌
1. 菲律宾男子国际象棋队：国际象棋 - 男子团体
2. 安妮-阿尔瓦尼亚：拳击 - 女子48-51公斤级
3. 米格尔-路易斯-塔武埃纳：高尔夫 - 男子个人
4. 沃伦-基阿姆科：台球 - 男子美式9球单打

### 铜牌
1. 维多利奥-萨卢达尔三世：拳击 - 男子46-49公斤级
2. 保罗·罗梅罗：跆拳道 - 男子58公斤以下级
3. 约翰-保罗-利萨尔多：跆拳道 - 男子54公斤以下级
4. 柯斯蒂-伊莱恩-阿洛拉：跆拳道 - 女子73公斤以下级
5. 郭冲利：跆拳道 - 男子63公斤以下级
6. 马克·埃迪瓦：武术 - 男子散手65公斤级
7. 弗雷德里克·王：保龄球 - 男子个人
8. 贝尔加拉、拉加拉斯：体育舞蹈 - 拉丁舞-斗牛
9. 贝尔加拉、拉加拉斯：体育舞蹈 - 拉丁舞-恰恰恰